# Fantasmi (serie di film)
Fantasmi (in lingua originale Phantasm) è una serie cinematografica horror consistente in cinque film. La serie ha come protagonista il serial killer fittizio Uomo Alto.
Il film originale venne concepito dal regista italoamericano Don Coscarelli, poi la saga proseguì sempre con altri film diretti dallo stesso regista. Sono stati realizzati quattro sequel. Tutti i film appartengono al genere fantasy e splatter.

## La serie
1. Fantasmi (Phantasm), regia di Don Coscarelli (1979)
2. Fantasmi II (Phantasm II), regia di Don Coscarelli (1988)
3. Fantasmi III - Lord of the Dead (Phantasm III: Lord of the Dead), regia di Don Coscarelli (1994)
4. Phantasm IV: Oblivion, regia di Don Coscarelli (1998)
5. Phantasm V: Ravager, regia di David Hartman (2016)